# Wyson
Wyson – wieś w Anglii, w hrabstwie Herefordshire. Leży 28 km na północ od miasta Hereford i 198 km na północny zachód od Londynu.